# 南場智子
南場 智子（なんば ともこ、1962年〈昭和37年〉4月21日 - ）は、日本の実業家、経営者。株式会社ディー・エヌ・エー創業者、代表取締役会長。NPB・横浜DeNAベイスターズオーナー。 女性初の日本プロ野球オーナー会議議長。

## 経歴
新潟県新潟市出身。
石油卸売業経営者だった厳格な父の下に育てられる。新潟県立新潟高等学校を卒業後、父の指定した津田塾大学学芸学部英文学科へ進学し卒業。大学4年次には成績1位の学生に与えられる奨学金で、姉妹校のブリンマー大学に1年間留学
1986年
- 4月　マッキンゼー・アンド・カンパニー・インク・ジャパン入社[1]

1988年
- マッキンゼー日本支社を退職し、ハーバード・ビジネス・スクールに入学

1990年
- 6月　ハーバード大学 経営大学院 修士号 取得[1]

1996年
- 12月　マッキンゼー・アンド・カンパニー・インコーポレイテッド・ジャパン パートナー 就任[1][7][注釈 1]

1999年
- 3月　有限会社ディー・エヌ・エー 設立、取締役 就任[1]
- 8月　株式会社ディー・エヌ・エーに組織変更、代表取締役 就任[1]

2003年
- 内閣IT戦略本部員に就任[8]。

2004年
- 9月　株式会社ディー・エヌ・エー 代表取締役社長 就任[1]
- 内閣府規制改革・民間開放推進会議委員 就任[8]。

2009年
- 4月　株式会社ディー・エヌ・エー 代表取締役社長 兼 執行役員最高経営責任者（CEO） 就任[1]

2011年
- 6月　株式会社ディー・エヌ・エー 取締役 就任[1][9][注釈 2]

2013年
- 6月　株式会社ディー・エヌ・エー 取締役 兼 執行役員 就任[1]

2015年
- 財務省財政制度等審議会委員に就任[8]。
- 1月　NPB・横浜DeNAベイスターズ取締役オーナー 就任。プロ野球初の女性オーナーとなる[10][11]。
- 6月　株式会社ディー・エヌ・エー 取締役会長 兼 執行役員 就任[1]

2017年
- 3月　株式会社ディー・エヌ・エー 代表取締役会長 兼 執行役員 就任[1][12]

2019年
- 9月　株式会社デライト・ベンチャーズ 代表取締役 就任[1]

2020年
- 女性初の日本プロ野球オーナー会議議長 就任[13]

2021年
- デジタル庁デジタル臨時行政調査会構成員 就任[14]
- 日本経済団体連合会副会長 就任。女性として初[15]
- 4月　株式会社ディー・エヌ・エー 代表取締役会長 就任[1]

2023年
- 3月　株式会社デライト・ビルダー 代表取締役 就任[1]
- 3月　株式会社デライト・キャピタル 代表取締役 就任[1]

2024年
- 11月　横浜DeNAベイスターズが日本シリーズを制したことで、初の女性オーナー日本一となった[16]

## 生い立ちと思想
ルーツと初期志向
- 幼少期から「失敗から学ぶことこそ成長の源泉」と考え、小さな挫折も見逃さず文章化して自己分析を行う。失敗の原因を明文化し、同じ過ちを繰り返さない仕組みを自らに課している[17][18]。
- 幼少期は「成果で評価される環境」を強く求め、性別を問わない外資系企業に憧れを抱いていた。説明会で見たマッキンゼーの先輩社員の姿に「自分もこう働きたい」と直感し、マッキンゼーとBCGのみを受験する決断をした[19][20]。
- 両親からは「誠実さと勤勉さ」を何より重視する教育を受け、課題を最後までやり抜く習慣を身につける[21]。
- 高校時代には「限られた環境では満足できない」と感じ、津田塾大学進学を自らの行動で実現。保守的な周囲を説得し、母校の教師や家族のサポートを得て上京[21]。
- 数学を得意とし、経済学を専攻して高成績で修めたため、経済学者への道も考えた[22][23][24]。

マッキンゼーでの挑戦
- グローバル消費財プロジェクトに参画し、市場分析の精緻化と多国籍チーム運営のノウハウを習得。限られた期間でKPIを達成し、翌年から大規模グローバル案件のリードを任されるまで成長した[19][25]。
- 長時間労働と専門用語の壁に直面し、「机上の戦略のみでは限界がある」と痛感。実行フェーズへの強い志向が芽生え、その後の起業への強い動機となった。戦略策定だけでなく実践も自ら担うことを決意[19][25]。
- プロジェクトマネージャーとして初の年次予算達成を実現し、「戦略と実行は車の両輪」という哲学を社内に示した。チーム全体にアクションプランを共有し、PDCAサイクルを高速で回したことで成果を出した[26]。
- チームリーダーとして「論理より情熱」を掲げ、EQ（感情知能）を重視したマネジメントを実践。数字だけでなく、メンバーの動機づけや感情面にも配慮し、高い士気を維持し続けた[20]。

“実行者”志向への転換
- 在籍中に「戦略提案だけでなく自ら事業を創りたい」と確信し、30代前半で創業に踏み切り、ビジネスモデルの構築から自ら手を動かした[20]。
- 起業初期は資金調達と人材確保に奔走し、「仲間を巻き込む力こそ成長の鍵」と痛感。ピッチ資料作成から交渉までを自ら担当し、少人数のチームを結成してプロジェクトを立ち上げた[27]。
- オークション事業の失敗後、自ら先頭に立ちショッピング事業への事業転換を実行。市場反応を見ながら機能追加を重ね、半年で黒字化を達成[27]。
- 「90%の確信で決断し実行する」文化を社内に浸透させ、完璧主義よりもスピードを重視する体制を構築。失敗リスクを小さく分散しつつ、次々と仮説検証を高速で回した[20][25]。

パーソナル哲学の形成
- 「永久ベンチャー」と自称し、事業拡大のたびに既成プロセスを壊して刷新する勇気を説いている。規模が大きくなってもベンチャーマインドを失わないことを自らに課す[20]。
- 年間50冊以上のビジネス書を読み込み、社内で読書会を主催。新知見をチームに還元し、学びを組織的に蓄積する仕組みを自らデザインした[17]。
- 「逆境こそ成長のチャンス」と公言し、初期の挫折体験を自身の講演テーマに組み込むことで、若手プロフェッショナルの自信醸成に役立てている[18]。
- 「行動しなければ何も変わらない」という信念を座右の銘とし、インタビューや講演で具体的なアクションプランを提示し続けている[17]。

## 事業家としての軌跡
DeNA創業とビジョン
- 1999年、マッキンゼー最年少パートナーから34歳で共同創業に参画し、有限会社ディー・エヌ・エーを設立。年内に株式会社化を完了し、インターネット×ソーシャルのビジョンを打ち出した[19][20]。
- 創業期から「社会に役立つ喜び」を経営の軸に据え、利益追求だけでなく社会的インパクトを意識した事業計画を策定。CSR的視点を早期から取り入れた[27]。
- インターネット黎明期の技術領域にも積極参画し、自社開発チームを立ち上げることでスピード重視のプロダクト開発を実現した[20]。

経営スタイルと文化構築
- 「永久ベンチャー精神」を掲げ、定型プロセスを都度“壊して”刷新し続ける覚悟を社内に示す。大規模組織になっても変革マインドを維持するためのリセットルールを設けた[20]。
- 社員にはOKRを導入し、現状の1.2～1.3倍チャレンジングな目標をストレッチアサイン。個々の成長機会と組織成果を両立させる仕組みを構築した[18]。
- 失敗をナレッジ化し、社内Wikiに「失敗ケーススタディ」を常設。責任転嫁を防ぎ、学びを全社で共有する文化を醸成した。[28]
- 社内ハッカソンやフィードバックポータルを定期開催し、社員発のイノベーションを制度として支援。オープンイノベーションの機会を社内に定着させた[25]。

事業転換と多角化戦略
- 2005年以降、ゼロベースで採用・戦略・意思決定プロセスを再構築し、ソーシャルゲームや広告、ヘルスケアなど新規領域に順次参入。各事業の成功要因を横展開する仕組みを作った[20]。
- 多角化推進では、事業ごとのKPIを細分化し、少数精鋭チームへ裁量を付与。早期成功モデルを速やかに全社展開し、事業リスクを分散した[18]。
- 市場環境の激変に対応するため、各事業のROIを月次レビューし、柔軟な資源配分を行う仕組みを確立。財務面と事業面のバランスをリアルタイムで管理した[27]。
- 競合優位を保つため「パイロット＆スケール」文化を根付かせ、小規模実験の成功モデルを迅速にスケールアップできる体制を整えた[20]。

人材戦略と組織開発
- 世界中からエンジニアを直接採用し、「手弁当で働きたい」という意欲を最優先する柔軟な採用体制を整備。多様性とスピードを両立したチームビルディングを推進した[19]。
- 社内ジョブローテーションを制度化し、多角的な業務経験を通じてゼロベース思考力を養う機会を提供。社員のキャリアパス形成に寄与した[17]。
- キャリア形成支援として、社内メンター制度を充実。異業種出身者へのオンボーディングを効率化し、新人が早期に戦力化できる体制を構築した[27]。
- 社員満足度調査と連動した評価制度を構築し、成果に応じた報酬と成長機会を透明化。エンゲージメント向上に寄与した[21]。

## DeNAベイスターズオーナーとして
オーナー就任と獲得経緯
- 2011年3月、横浜市や地元企業との協議を経て横浜DeNAベイスターズのオーナー権を正式取得。地域密着型経営を掲げ、ファン基盤の強化を開始[29]。
- 2016年には横浜スタジアム運営権も獲得し、興行収益と施設インフラを一体化。試合以外の収益機会も創出し、球団経営の安定化を図る[29]。
- 球団取得直後は赤字経営だったものの、オフシーズンのファンイベント拡充や地域連携強化策により収支を改善。数年で黒字化[29]。
- オーナー就任時には「スポーツは社会を元気にする力」と語り、球団運営を通じた社会貢献活動にも積極投資すると宣言[28]。
- 2024年シーズンの観客動員数は235万5千人を突破し、26年ぶりの日本一達成に貢献。ビジョン実現の手応えを得た[29]。

委譲のマネジメント
- 現場スタッフへの意思決定権を積極的に委譲し、月次ミーティングで経営トップとしての覚悟とビジョンを共有。自律分散型組織を実現[25]。
- 各部門長には予算・人員配置の裁量を与え、現場最適化を迅速に実現するフラットな組織体制を構築。意思決定のスピードと責任を両立させた[25]。
- 意思決定プロセスは「70%の情報でも決断して進める」ルールを制定し、完璧主義を排して迅速なアクションを奨励[25]。

デジタル戦略とファンエンゲージメント
- SNS施策とデジタルマーケティングを強化し、若年層ファンのコミュニティ拡大に成功。データドリブンな投稿計画でエンゲージメントを高めた[25]。
- QRコード連携アプリやVR体験ブースをスタジアムに導入し、観戦体験のDXを推進。来場者満足度向上に寄与[25]。
- ファン感謝デーやオンラインイベントを定期開催し、オフシーズンでも球団とのエンゲージメントを維持。小規模イベントでも高い参加率を記録した[25]。
- グッズ売上高は球団取得前比で約3倍に拡大。デザイン連携や限定商品開発により、収益多角化を加速[25]。

## 著書
- 『不格好経営: チームDeNAの挑戦』日本経済新聞出版、2013年6月1日。ISBN 978-4532318956。

## 受賞歴
- 『ウーマン・オブ・ザ・イヤー』（2007年）[30]
- 『第3回 ニイガタ安吾賞』（2018年）[31]
- 『財界』経営者賞（2020年）[32]

## 出演

### テレビ
- プロフェッショナル 仕事の流儀（NHK総合テレビ）
- がっちりマンデー!!（TBSテレビ）
- 仕事学のすすめ（NHK教育テレビ）
- WORLD BUSINESS SATELLITE スミスの本棚 （テレビ東京）
- 神奈川ビジネスUp To Date（tvk）2018年12月24日放送回
- サンデースポーツ（NHK総合テレビ） - 2020年9月27日
- 報道ステーション スポーツコーナー（テレビ朝日） - 2024年11月20日